# فیل تپه
فیل تپه مربوط به عصر آهن - دوره ساسانیان است و در شهرستان اسدآباد،  در دهستان دربندرود، روستای تیل تپه واقع شده است. این اثر در تاریخ ۲۴ شهریور ۱۳۱۰ با شمارهٔ ثبت ۲۵ به‌عنوان یکی از آثار ملی ایران به ثبت رسیده است.